# Ignaz
Ignaz ist ein männlicher Vorname, der auch als Familienname vorkommt.

## Herkunft und Bedeutung
Beim Namen Ignaz handelt es sich um eine deutsche Variante von Ignatius.
Der Name geht auf den etruskischen Gentilnamen Egnatius und auf die etruskisch-römische gens Egnatia zurück. Die ursprüngliche Bedeutung des Namens ist unbekannt. Im Urchristentum wurde die Schreibweise des Namens in Ignatius geändert, um an lateinisch ignis „Feuer“ zu erinnern.

## Verbreitung
Der Name Ignaz ist lediglich im deutschen Sprachraum verbreitet und wird eher selten vergeben. In Deutschland ist der Name ausgesprochen selten. Zwischen 2010 und 2021 wurde er nur rund 70 Mal vergeben.

## Varianten

### Männliche Varianten
- Bulgarisch: Игнат Ignat
- Baskisch: Iñaki
- Deutsch: Ignatius, Ignatz
  - Diminutiv: Gnazi, Nazi, niederschlesisch: Nazla
- Englisch: Ignatius
  - Diminutiv: Iggy
- Etruskisch: Egnatius
- Französisch: Ignace
- Griechisch: Ιγνάτιος Ignátios
- Italienisch: Ignazio
  - Sardinisch: Ignàtziu
  - Latein: Ignatius
- Katalanisch: Ignasi
- Litauisch: Ignas, Ignacas
- Niederländisch: Ignaas
- Polnisch: Ignacy
- Portugiesisch: Inácio
- Russisch: Игнат Ignat, Игнатий Ignati
- Slowakisch: Ignác
- Slowenisch: Ignac, Ignacij, Nace
- Spanisch: Ignacio
  - Diminutiv: Nacho, Nacio
- Tschechisch: Ignác
- Ungarisch: Ignác

### Weibliche Varianten
- Lateinisch: Ignatia
- Polnisch: Iga, Ignacja
- Portugiesisch: Inácia
- Spanisch: Ignacia

## Namenstage
- 31. Juli: nach Ignatius von Loyola
- 17. Oktober: nach Ignatius von Antiochia

## Namensträger

### Ignaz
- Ignaz Aumüller (1863–1900), Politiker, Abgeordneter des Bayerischen Landtags
- Ignaz von Born (1742–1791), Mineraloge, Geologe und führender Kopf der Wiener Illuminaten
- Ignaz Brüll (1846–1907), österreichischer Komponist und Pianist
- Ignaz Anton Demeter (1773–1842), Erzbischof von Freiburg (1839–1842)
- Ignaz von Döllinger (1799–1890), katholischer Theologe
- Ignaz Finsterwalder (1708–1772), deutscher Stuckateur
- Ignaz Franz (1719–1790 in Breslau), katholischer Priester, Theologe und Kirchenlieddichter
- Ignaz Glaser (1853–1916), böhmischer Tafelglasfabrikant
- Ignaz Gulz (1814–1874), österreichischer Augen- und Ohrenarzt
- Ignaz Günther (1725–1775), deutscher Bildhauer und Vertreter des bayerischen Rokokos
- Ignaz Hardt (1749–1811), deutscher römisch-katholischer Priester und Bibliothekar
- Ignaz Kiechle (1930–2003), deutscher Politiker (CSU) und Bundesminister
- Ignaz Kirchner (1946–2018), deutscher Schauspieler
- Ignaz Knoblecher (1819–1858), slowenischer Missionar in Afrika
- Ignaz Kögler (1680–1746), deutscher Jesuit und Missionar
- Ignaz Hermann Körner (1878–1944), österreichischer Sportfunktionär
- Ignaz Lachner (1807–1895), deutscher Komponist und Dirigent
- Ignaz von Landsberg-Velen und Gemen (1788–1863), deutscher Unternehmer und Politiker
- Ignaz de Luca (1746–1799), österreichischer Jurist, Statistiker, Hochschullehrer und Autor
- Ignaz Lünenborg (1897–1976), deutscher Politiker
- Ignaz Moscheles (1794–1870), böhmischer Komponist, Pianist und Musikpädagoge
- Ignaz Netzer (* 1956), deutscher Musiker
- Ignaz Opfermann (1799–1866), deutscher Architekt und Baubeamter
- Ignaz Petschek (1857–1934), deutschböhmischer Großkohlenhändler und Großindustrieller
- Ignaz Josef Pleyel (1757–1831), österreichischer Komponist und Klavierfabrikant
- Ignaz Rüsch (1861–1925), österreichischer Maschinenfabrikant
- Ignaz Seidl-Hohenveldern (1918–2001), österreichischer Rechtswissenschaftler
- Ignaz Semmelweis (1818–1865), Entdecker der Ursache des Kindbettfiebers
- Ignaz Seipel (1876–1932), österreichischer Moraltheologe und Bundeskanzler 1922–1924 und 1926–1929

### Ignatz
- Ignatz Brenner von Felsach (1772–1849), österreichischer Diplomat und Orientalist
- Ignatz Bubis (1927–1999), deutscher Kaufmann, FDP-Politiker und Vorsitzender des Zentralrates der Juden in Deutschland
- Ignatz Bürgers (1815–1882), deutscher Jurist und Politiker
- Ignatz Feigel (1855–1922), katholischer Politiker im Großherzogtum Oldenburg
- Ignatz Hülswitt (1793–1832), deutscher Reiseschriftsteller
- Ignatz von Landsberg-Velen und Steinfurt (1830–1915), westfälischer und preußischer Politiker
- Ignatz Lichtenstein (1825–1908), ungarischer Rabbiner
- Ignatz Lieben (1805–1862), österreichischer Kaufmann, Großhändler und Bankier
- Ignatz Metz (1829–1909), deutscher Jurist und Politiker in Hessen
- Ignatz Schlomowicz (* 1918), österreichischer KZ-Häftling jüdischer Herkunft
- Ignatz Stroof (1838–1920), deutscher Chemiker und Industrieller
- Ignatz Waghalter (1881–1949), polnisch-deutscher Komponist und Dirigent
- Ignatz Anton von Weiser (1701–1785), Dramatiker und Mundartdichter sowie Bürgermeister von Salzburg

### Ignác
- Ignác Molnár (1901–1986), ungarischer Fußballspieler und -trainer
- Ignác Ödön Udvardy (1877–1961), ungarischer Maler

### Ignacio
- Ignacio Calle (1931–1982), Fußballspieler

### Ignazio
- Ignazio Cassis (* 1961), Schweizer Politiker

### Ignasi
- Antoni Ignasi Cervera (1825–1860), spanischer Journalist, Autor, Verleger und Gewerkschafter
- Ignasi Masoliver (1934–2019), spanischer Mönch und Historiker
- Ignasi Calvet Esteban (* 1948), spanischer Comiczeichner
- Ignasi Terraza (* 1962), spanischer Jazzmusiker
- Ignasi Guardans Cambó (* 1964), spanischer Politiker
- Ignasi Cambra (* 1989), spanischer Pianist
- Ignasi Estapé, spanischer Filmproduzent

### Pseudonym
- Ignaz Wrobel, ein Pseudonym Kurt Tucholskys
- Crack Ignaz, österreichischer Musiker
- Ignatz, die Maus, eine Comic-Figur, nach der der Ignatz Award benannt wurde.